# Kanadasparv
Kanadasparv (Zonotrichia querula) är en fågel i familjen amerikanska sparvar inom ordningen tättingar. Arten häckar som namnet antyder endast i Kanada, där i tundranära granskogar, men flyttar vintertid söderut till USA. Den minskar i antal, så pass att den anses vara nära hotad.

## Utseende och läten
Kanadasparven är en långstjärtad stor (16–19 cm) sparv, störst i sitt släkte. Den känns lätt igen på svart på ansikte och bröst och skär näbb. Huvudet är grått under häckningstid, beigefärgat vintertid. Sången består av en serie med klara visslingar likt vitstrupig sparv, men med bara ett par tre toner och ingen ändring i tonhöjd. Lätet är ett hårt "cheek" och i flykten hörs diskanta "seeep".

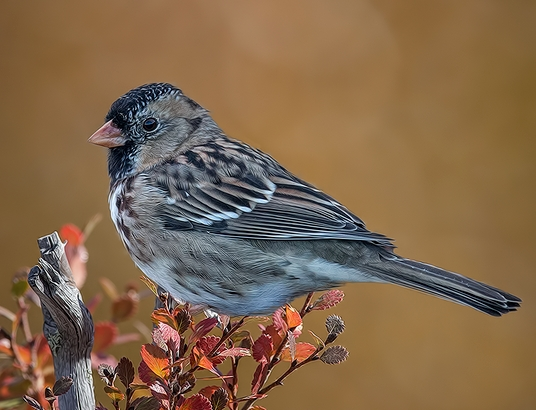
Kanadasparv i häckningsdräkt.

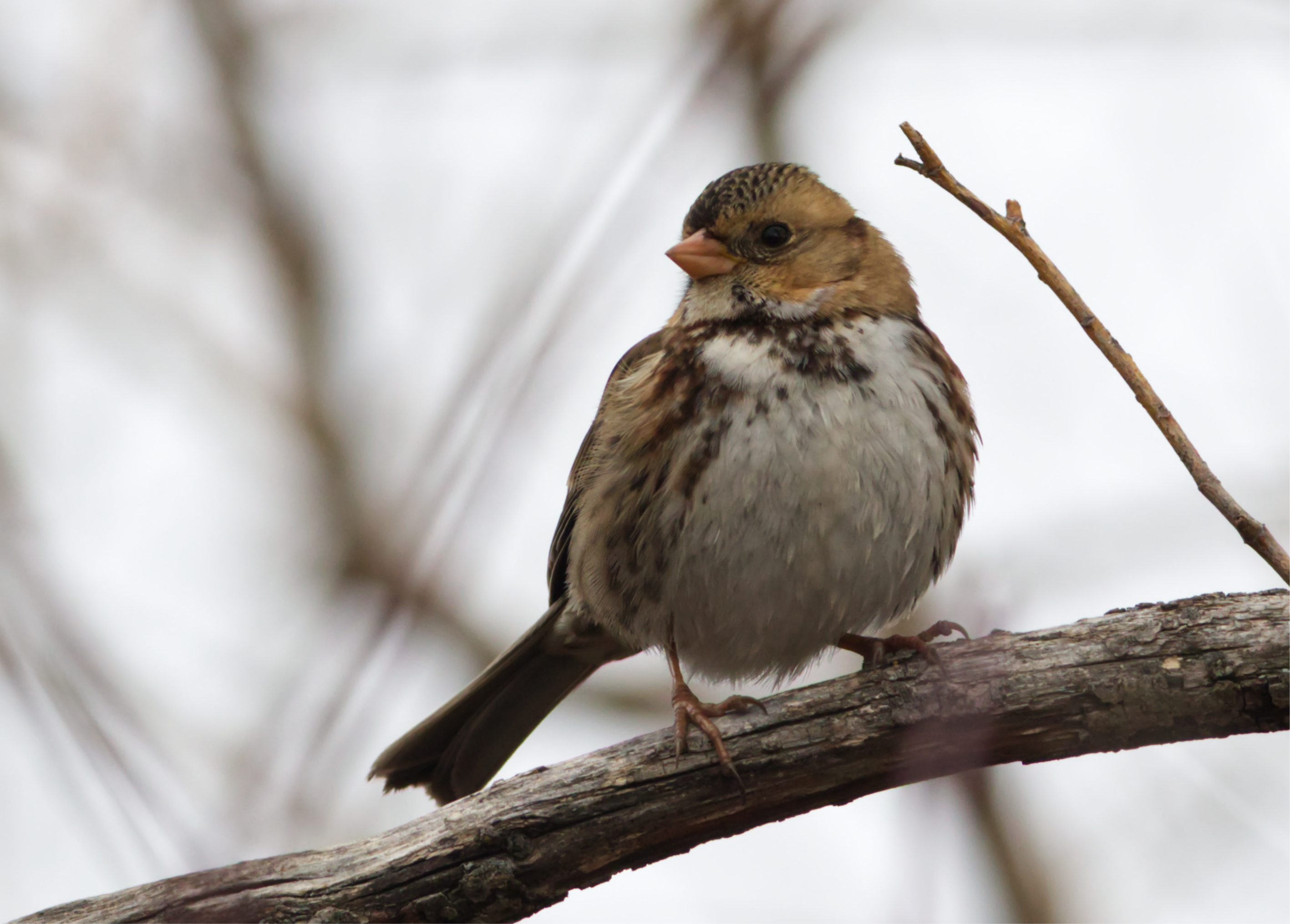
Vinterdräkt.

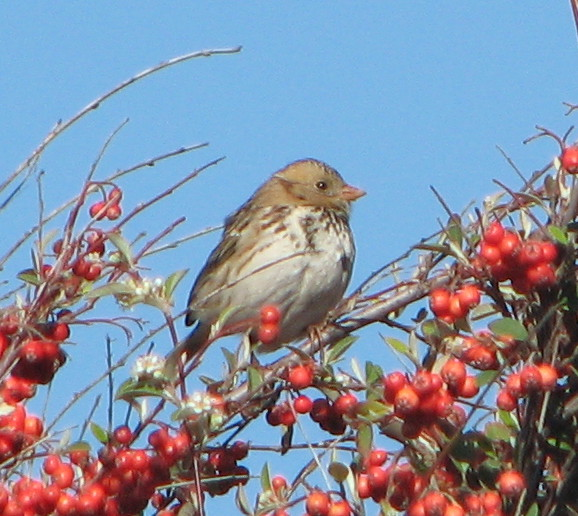
Ungfågel.

## Utbredning och systematik
Kanadasparven är en nordligt häckande fågel och är som namnet antyder endemisk för Kanada. Där häckar den från norra Mackenzie österut till centrala Nunavut söderut till nordöstra Saskatchewan, norra Manitoba och nordvästra Ontario. Vintertid flyttar den till centrala och USA, huvudsakligen från sydvästra South Dakota, norra Nebraska och centrala Iowa söderut till centrala Texas. Den behandlas som monotypisk, det vill säga att den inte delas in i några underarter.

### Familjetillhörighet
Tidigare fördes de amerikanska sparvarna till familjen fältsparvar (Emberizidae) som omfattar liknande arter i Eurasien och Afrika. Flera genetiska studier visar dock att de utgör en distinkt grupp som sannolikt står närmare skogssångare (Parulidae), trupialer (Icteridae) och flera artfattiga familjer endemiska för Karibien.

## Levnadssätt
Kanadasparven häckar i öppna granskogar nära tundragränsen. Vintertid ses den i flockar i områden med häckar och buskage. Den födosöker huvudsakligen på eller nära marken efter ryggradslösa djur, men tar även granbarr, på vintern också frön och frukt. Fågeln häckar från mitten av juni till mitten av juli och lägger endast en kull.

## Status och hot
Arten tros minska relativt kraftigt i antal, så pass att internationella naturvårdsunionen IUCN kategoriserar arten som nära hotad. Mellan 1970 och 2014 anses arten ha minskat med hela 63 %. Världspopulationen uppskattas till två miljoner vuxna individer.

## Namn
Fågelns vetenskapliga artnamn querula kommer av latinets querulus som betyder "ljudlig" eller "klagande".